# Куартуччу
Куартуччу (итал. Quartucciu) — коммуна в Италии, располагается в регионе Сардиния, подчиняется административному центру Кальяри.
Население составляет 11 418 человек (на 2004 г.), плотность населения составляет 386,29 чел./км². Занимает площадь 27,87 км². Почтовый индекс — 9044. Телефонный код — 070.
Покровителем населённого пункта считается святой Георгий Победоносец. Праздник ежегодно празднуется 23 апреля.